# Cariblatta bistylata
Cariblatta bistylata är en kackerlacksart som beskrevs av Rocha e Silva och Guilherme A.M.Lopes 1975. Cariblatta bistylata ingår i släktet Cariblatta och familjen småkackerlackor. Inga underarter finns listade.